# 1989 en Inde
Chronologie de l'Inde
- 1985
- 1986
- 1987
- 1988
- 1989
- 1990
- 1991
- 1992
- 1993

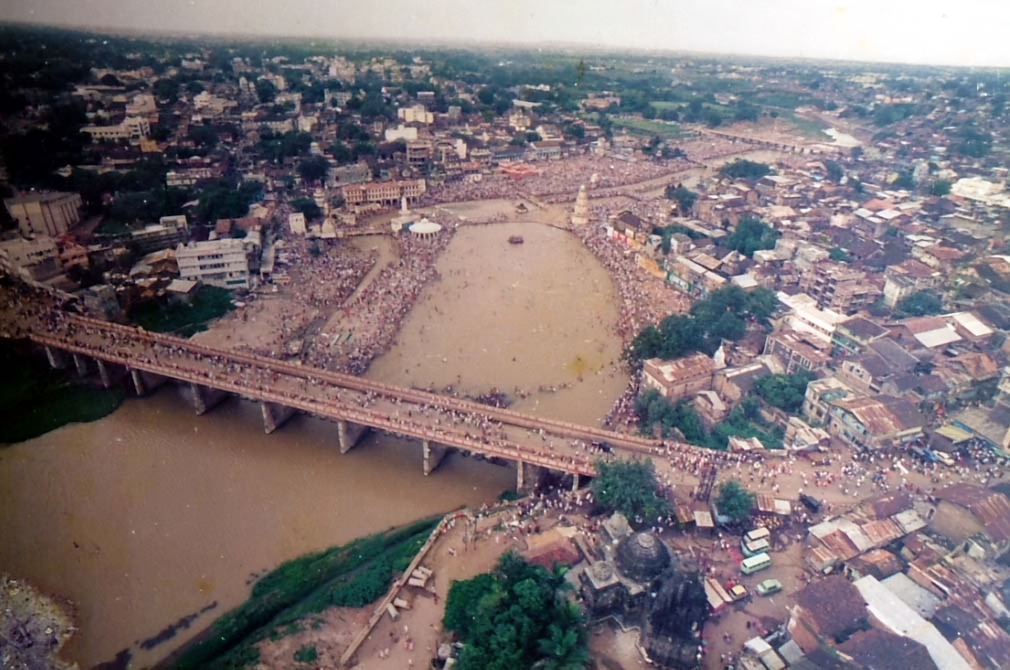
Pèlerinage de la Kumbh Mela à Nashik en 1989.

Cette page concerne les évènements survenus en 1989 en Inde :

## Évènement
- 24 octobre : Début des violences de Bhagalpur (en)  entre les communautés hindous et les musulmanes.
- 22-26 novembre : Élections législatives
- 21 décembre : Soixante deuxième amendement de la Constitution de l'Inde (en)

## Cinéma
- 37e cérémonie des National Film Awards (en)

- Maine Pyar Kiya (en), Ram Lakhan et Chandni (en) sont les premiers films au box-office pour l'année.

Sortie de film
- Batwara
- Daddy
- Khayal Gatha
- Parinda
- Pyar Ke Naam Qurbaan
- Tarka
- Un ennemi du peuple

## Littérature
- God's Mischief (en), roman de M. Mukundan (en)
- Le grand roman indien (en), roman de Shashi Tharoor
- Socialite Evenings (en), roman de Shobhaa De

## Sport
- Championnats d'Asie d'athlétisme à New Delhi.